# Aliens (videogioco 1990)
Aliens è un videogioco arcade di tipo sparatutto a scorrimento, sviluppato e pubblicato dalla Konami nel 1990.
Il videogioco, ispirato al film Aliens - Scontro finale, è stato realizzato da S. Okamoto col suo team. Non è stato convertito per alcuna console domestica.

## Trama
La Weyland-Yutani ha perso i contatti con la colonia di "Hadley's Hope", situata sul pianeta LV-426. I Marines Coloniali, insieme al Tenente Ellen Ripley (rappresentata nel videogioco con corti capelli biondi, anziché folti e scuri come si vede invece nel film) sono inviati sul posto per indagare sull'accaduto. Newt, unica superstite della colonia dislocata su LV-426, appare sporadicamente durante la missione.

## Modalità di gioco
Aliens è in buona parte un gioco a scorrimento laterale, che talora assume una visuale in terza persona. L'arma base è una smart gun, sostituibile con lanciafiamme, lanciarazzi, lanciarazzi a ricerca e sparo multidirezionale. Si può giocare in modalità singolo oppure in cooperazione. Le vite a disposizione sono di solito tre (a seconda dei settaggi del cabinato), con punti ferita. 
Molti nemici sono mutuati dal film, ma ve ne sono anche alcuni creati appositamente per il gioco. I livelli sono sette, ognuno dei quali prevede alla fine lo scontro con un boss. Per affrontare il massimo antagonista, ossia Alien Queen, i personaggi giocanti possono utilizzare un esoscheletro (già visto nel film).
Il giocatore utilizza un joystick per controllare i movimenti dei personaggi giocanti, e due tasti: A per sparare ad altezza d'uomo, B per sparare da accovacciati (unico modo col quale è possibile eliminare i nemici più piccoli, come i facehuggers). Nei due livelli su APC col tasto A si usa l'arma base, mentre il tasto B serve per lanciare un razzo (ce ne sono tre).

## Personaggi selezionabili
- Ellen Ripley
- Dwayne Hicks

## Versione giapponese
La versione giapponese del gioco presenta non poche differenze, come ad esempio la grafica relativa ai nemici, che appaiono con colori più scuri. Inoltre il personaggio di Newt è stato completamente rimosso e alcuni nemici sono collocati in punti diversi rispetto alla versione occidentale.

## Colonna sonora
Effetti sonori e musiche portano la firma di Masanori Adachi.